# Klaviersonate Nr. 14 (Beethoven)
Die Klaviersonate Nr. 14 op. 27 Nr. 2 in cis-Moll von Ludwig van Beethoven, vollendet 1801, wird auch als Mondscheinsonate bezeichnet.

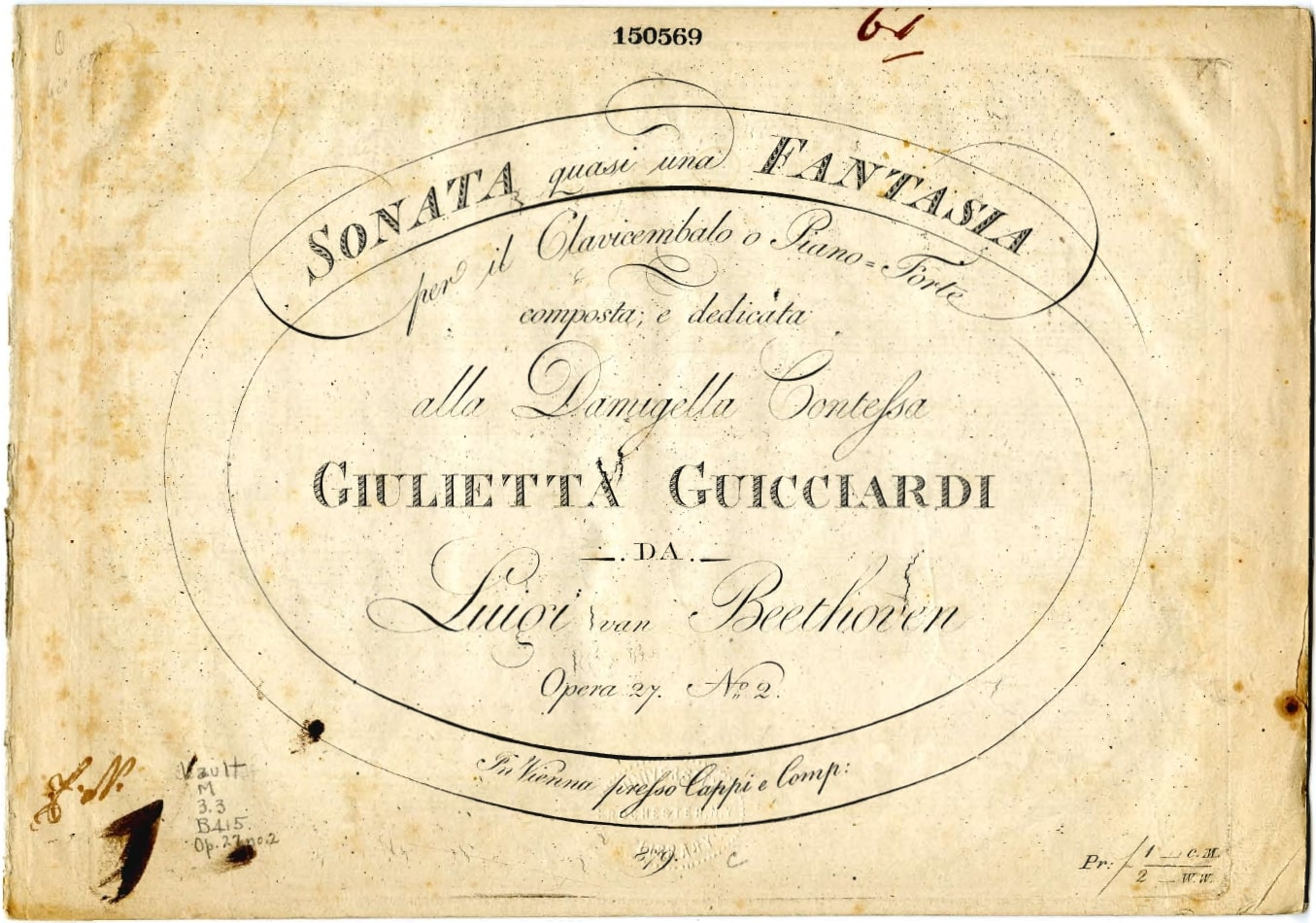
Titelblatt der Klaviersonate Nr. 14 aus dem Jahr 1802

Beethoven selbst nannte sein Werk eine Sonata quasi una Fantasia [„gleichsam eine Fantasie“] per il Clavicembalo o Piano-Forte. Die Bezeichnung Fantasia bezieht sich auf die ungewöhnliche Satzfolge der Klaviersonate, deren Sätze in ihren Tempi von der herkömmlichen Sonatenform abweichen. So hat das Werk keinen ersten (schnellen) Satz in Sonatenhauptsatzform, wie ihn Sonaten dieser Zeit üblicherweise enthalten. Es beginnt vielmehr mit einem Adagio, dem ein lebhafteres Allegretto mit Trio folgt, worauf sich ein schnelles, hochdramatisches Finale anschließt, das die Struktur eines Sonatenhauptsatzes aufweist. Auffällig ist hierbei, dass sich das Tempo von Satz zu Satz steigert. Franz Liszt charakterisierte den zweiten Satz als „eine Blume zwischen zwei Abgründen“.

## Aufbau
- Erster Satz, Adagio sostenuto, cis-Moll, alla breve, 69 Takte

- Zweiter Satz, Allegretto, Des-Dur, 3/4-Takt, 60 Takte

- Dritter Satz, Presto agitato, cis-Moll, 4/4-Takt, 200 Takte, in diesem Satz wird mehrfach ein Neapolitanischer Sextakkord eingesetzt.

## Geschichte und Wirkung

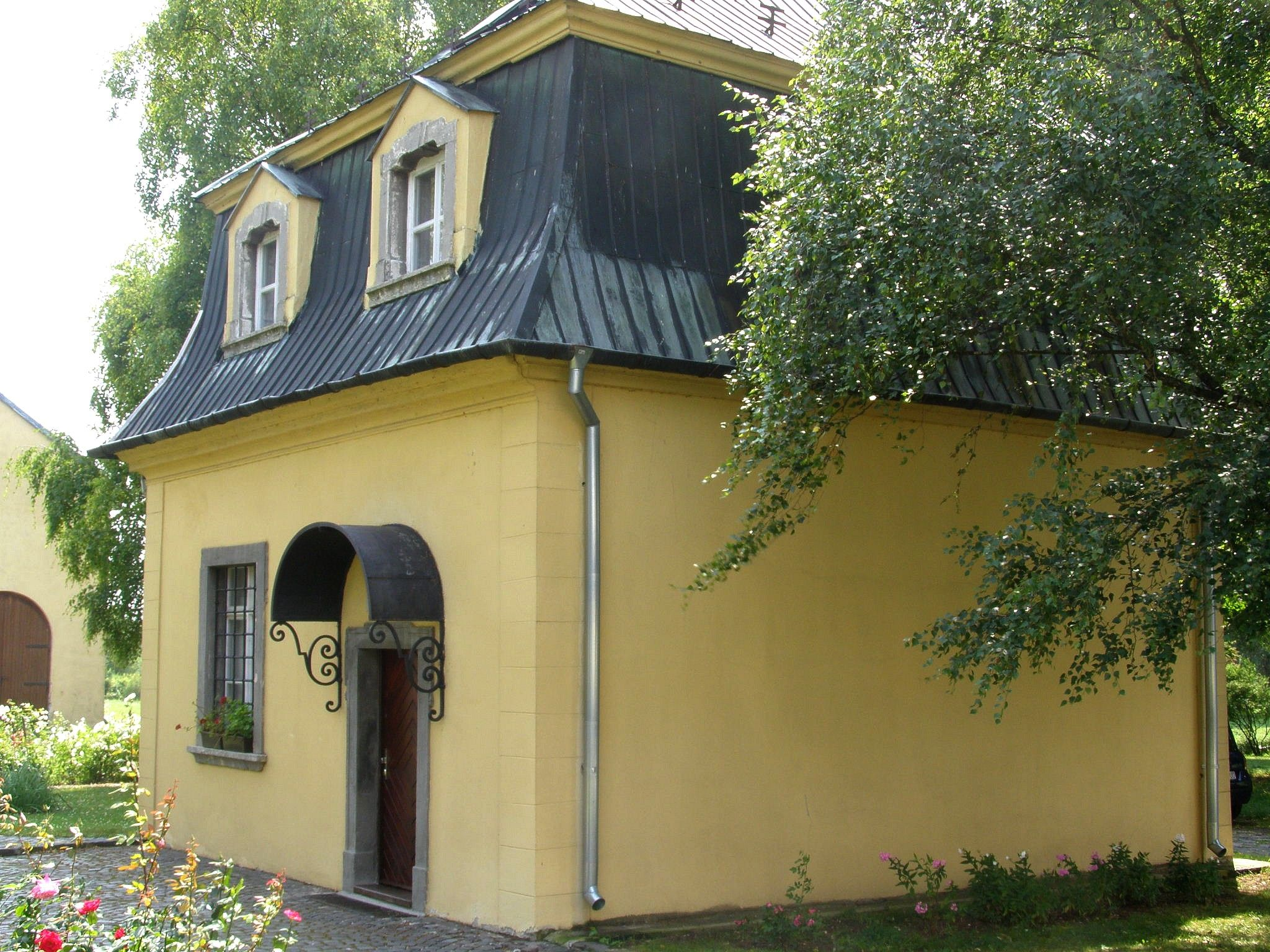
Gärtnerhäuschen auf Schloss Unterkrupa, heute Beethoven-Gedenkstätte

Ludwig van Beethoven unterhielt zur Familie des ungarischen Adelsgeschlechts Brunsvik freundschaftliche Beziehungen. In den Jahren 1800, 1801 und 1806 weilte er auf Einladung des Grafen Joseph Brunsvik (1750–1827) auf einem der Herrensitze der Familie, im Schloss Unterkrupa. Während seiner Aufenthalte bewohnte er das Obergeschoss des barocken Gärtnerhäuschens, wo er nach mündlicher Überlieferung der Familie Brunsvik die Mondscheinsonate komponiert haben soll. In diesem in der Nähe des Schlosses gelegenen Gärtnerhäuschen ist heute ein kleines Beethoven-Museum eingerichtet.
Beethoven widmete die Sonate später seiner damals 20-jährigen Klavierschülerin Gräfin Julie Guicciardi (1782–1856), in die er für kurze Zeit verliebt war. Offenbar war diese Widmung als „Vergeltung“ für ein Geschenk gedacht, das Beethoven von Julies Mutter erhalten hatte. Anton Schindler behauptete 1840, Julie sei auch die Adressatin des berühmten Briefs an die „Unsterbliche Geliebte“, was sich später als reine Spekulation erwies.
Schon zu Beethovens Lebzeiten war diese Sonate eines seiner populärsten Klavierwerke – so beliebt, dass er einmal gegenüber Carl Czerny bemerkte: „Immer spricht man von der Cis-mol Sonate! Ich habe doch wahrhaftig Besseres geschrieben.“ Sie gilt mit ihren formalen Freiheiten und ihrem emotionsbestimmten Stil als wichtiger Vorläufer der musikalischen Romantik. So war sie für Frédéric Chopin tatsächlich das bedeutendste Werk Beethovens. Seine Schülerin Friederike Müller berichtet am 17. Mai 1840 in einem Brief an ihre Familie, dass Chopin sie kurz zuvor fragte:

« Quelle idée de Beethoven jugez vous la plus sublime? Elle n’est ni dans une symphonie, ni dans un morceau d’ensemble, mais tout simplement dans une Sonate. Er fing die Mondschein Sonate an, cette pensée, je ne puis ni la jouer, ni l’entendre puisque jamais le sons ne répondent aux exigences de mon imagination. »

„Welchen Einfall von Beethoven halten Sie für den erhabensten? Er findet sich weder in einer Symphonie, noch in einem Ensemblestück, sondern ganz einfach in einer Sonate. Er fing die Mondschein Sonate an, dieser Gedanke – ich kann ihn weder spielen noch anhören, weil die Töne niemals den Ansprüchen meiner Vorstellungen genügen.“

Von Franz Liszt wird berichtet, dass er die Komposition nicht von seinen Schülern spielen ließ, weil er sie für äußerst anspruchsvoll hielt. Alexander Siloti soll von Liszts Spiel der Sonate auf einem Bechstein-Flügel so angetan gewesen sein, dass er das Stück danach nie wieder von einem anderen Interpreten hören wollte.
Ihr Formschema wurde später unter anderem von Robert Volkmann in seinem Klaviertrio b-Moll op. 5 aufgegriffen.

## Beiname
Während jener Zeit, in der die Sonate ihren ersten Bekanntheitsgrad erwarb, wurde sie auch „Laubensonate“ genannt, da Beethoven den ersten Satz in einer Laube improvisiert haben soll. Noch zu Beethovens Lebzeiten brachte der Schriftsteller und Musikkritiker Ludwig Rellstab Beethovens Sonate mit „Mondenschimmer“ in Zusammenhang. In Rellstabs Beitrag „Theodor. Eine musikalische Skizze“ in der Berliner allgemeine musikalische Zeitung vom 11. August 1824 heißt es: 

„Keiner falschen Quinte wäre ich werth, wenn ich das Adagio aus der Phantasie in Cis-moll vergessen hätte. Der  See ruht in dämmerndem Mondenschimmer, dumpf stößt die Welle an das dunkle Ufer, düstre Waldberge steigen auf und schließen die heilige Gegend von der Welt ab, Schwäne ziehn mit flüsternden Rauschen wie Geister durch die Fluth und eine Aeolsharfe tönt Klagen sehnsüchtiger einsamer Liebe geheimnißvoll von jener Ruine herab. – Still, gute Nacht!“

Ein anonymer Wiener Musikkritiker griff 1837 die Assoziation auf und schrieb, dass die Beethoven-Sonate „nicht ganz mit Unrecht Mondscheinsonate genannt wurde“. 1840 findet sich der Titel auch in Anton Schindlers Beethoven-Biographie, als Zusatz in einer Überschrift: „Die Sonate in Cis-moll Op. 27. No. 1. (Mondschein-Sonate)“.
1852 behauptete dann der deutsch-baltische Beethoven-Forscher Wilhelm von Lenz, die Schilderung bei Ludwig Rellstab gehe auf eine Reise an den Vierwaldstätter See zurück, kritisierte sie aber zugleich als unzutreffend:

« Rellstab compare cette œuvre à une barque, visitant, par un clair de lune, les sites sauvages du lac des quatre cantons en Suisse. Le sobriquet de „Mondscheinsonate“, qui, il y a vingt ans, faisait crier au connaisseur en Allemagne, n’a pas d’autre origine. Cet Adagio est bien plutôt un monde de morts, l’épitaphe de Napoléon en musique, Adagio sulla morte d’un eroe! »

„Rellstab vergleicht dieses Werk mit einer Barke, mit der er bei Mondschein die wilden Seiten des Vierwaldstättersees in der Schweiz besuchte. Der Spitzname „Mondscheinsonate“, der, vor zwanzig Jahren, in Deutschland Kenner zum Schreien brachte, hat keinen anderen Ursprung. Dieses Adagio ist eher eine Totenwelt, Napoleons Epitaph in der Musik, ein Adagio über den Tod eines Helden!“

1858 bemerkte Otto Kade, das Werk sei als Mondscheinsonate „in Deutschland allgemein bekannt“.

## Andere Interpretationsansätze
Einen anderen Interpretationshintergrund lieferte András Schiff, der eine rhythmische Verbindung zu einer Trauerszene aus Mozarts Oper Don Giovanni sieht und die Ansicht vertritt, es handle sich um eine „Todesszene“ bzw. einen Trauermarsch; auch Daniel Barenboim schloss sich dieser These an. Schiff bezieht sich dabei auf Beethovens Exzerpt der Szene mit dem sterbenden Kommendatore im 1. Akt von Mozarts Oper, das Beethoven allerdings erst 1803/1804 anfertigte, und das daher als direkter Bezug zur 1800/1801 entstandenen Sonate op. 27 Nr. 2 ausscheidet.
Dmitri Dmitrijewitsch Schostakowitsch griff im letzten Satz seiner letzten Komposition, der Sonate für Viola und Klavier op. 147, Motive aus der Mondscheinsonate auf und setzte damit kurz vor seinem Tod Beethoven ein weiteres Denkmal. Die Wirkungsgeschichte der 1800/1801 komponierten Klaviersonate ist jedoch nicht auf Werke der Musik beschränkt. Als Inspirationsquelle diente sie darüber hinaus sowohl in der Literatur wie auch in der bildenden Kunst. So war sie Gegenstand zahlreicher romantischer Interpretationsversuche, die sich meist auf den langsamen ersten Satz konzentrieren.

## Streitpunkte der Interpretation
Pedal
Für den ersten Satz steht die Spielanweisung Si deve suonare tutto questo pezzo delicatissimamente e senza sordini (auf Deutsch: Man muss dieses ganze Stück sehr zart und ohne Dämpfer spielen). „Ohne Dämpfer“ bedeutet nach heutigem Verständnis „mit Pedal“, jedoch bleibt die Frage offen, ob Beethovens Klavier der Entstehungszeit bereits ein Pedal zur Aufhebung der Dämpfung besaß oder wie andere zeitgenössische Instrumente noch mit einem Kniehebel ausgestattet war. Tatsächlich war der Effekt der Dämpfung deutlich geringer als beim heutigen modernen Flügel. Relativ selten wird dieser Satz tatsächlich mit einem durchgehaltenen Pedal gespielt wie in András Schiffs Beethoven-Interpretation. Carl Czerny, Beethovens Schüler, schreibt hingegen: „Das vorgezeichnete Pedal ist bei jeder Bassnote von Neuem zu nehmen.“
Tempo
Die Tempobezeichnung alla breve wird in unterschiedlichen Interpretationen auf die Viertelnoten oder auf die halben Noten bezogen. In spätromantischer Sichtweise bezieht sich die Bezeichnung alla breve auf eine halbtaktige Zählweise (also in halben Noten); Carl Czerny sieht 1839 dagegen ein Tempo von MM 54 je Viertel vor und dass das ganze Tonstück in mäßigem Andante-Tempo zu spielen sei. Diese Interpretationsweise entspricht den Forderungen zur Zeit Beethovens beispielsweise bei Johann Philipp Kirnberger (1776), wonach die Taktart noch einmal so geschwind, als ihre Notengattungen anzeigen, vorgetragen wird, es sey denn, daß die Bewegung durch die Beywörter grave, adagio etc. langsamer verlangt wird.
Charakter
Der Deutung der Sonate von Rellstab als romantisches Werk inspiriert durch eine nächtliche Bootsfahrt wurde unter anderem von Wilhelm von Lenz widersprochen: er meint, dass Beethoven den 1. Satz an der Bahre eines [verstorbenen] Freundes improvisiert habe. Folglich wäre der punktierte Rhythmus der Melodie der eines Trauermarsches, was dem gesamten Satz einen gänzlich anderen Charakter verliehe.

## Musikalische Stilmittel
Auf der zweiten Zählzeit in Takt vier des ersten Satzes zeigt die Cadenza doppia in ihrer archaischen Form mit einer Quarta consonans über einer lang ausgehaltenen Bassklauselpenultima einen „romantischen“ Gestus und erinnert an deren primäre Verwendung im 16. Jahrhundert.

## Trivia
Im achtzehntletzten Takt beginnt im dritten Satz der Sonate 14 eine Cadenza mit einem Vorhaltsquartsextakkord. Im vierzehntletzten Takt befindet sich die Auflösung in einen quintlosen Dominantseptakkord über „gis“. Dort befindet sich eine bestimmte Tonfolge, die mit dem Triller auf dem Ton „a“ anfängt und mit dem „gis“ in der kleinen Oktave endet. Die gleiche Tonfolge wird in Chopins Fantaisie-Impromptu im Takt 7 auf der zweiten Sechzehntel „a“ der Zählzeit drei bis zur zweiten Sechzehntel „gis“ der Zählzeit vier im achten Takt verwendet.
Der schwere deutsche Luftangriff auf Coventry vom 14. November 1940, der zu schweren Zerstörungen im Stadtzentrum führte, trug den Decknamen Operation Mondscheinsonate.

## Mediale Rezeption
In einer Szene des nationalsozialistischen Durchhaltefilms Kolberg (1943/45), in der im Hause Nettelbeck Neujahr 1807 begangen wird, spielt der Musikstudent Claus Werner den 1. Satz der Mondscheinsonate (ab Minute 36).
In dem Psychothriller Misery von 1990, der Verfilmung eines Romans von Stephen King, zertrümmert eine psychisch gestörte Krankenschwester mit einem Vorschlaghammer die Fußgelenke eines gefesselten männlichen Opfers, während im Hintergrund leise der erste Satz Adagio der Mondscheinsonate erklingt.
In der zweiteiligen elften Episode „Mord bei Mondschein“ der Anime-Fernsehserie Detektiv Conan wird der erste Satz der Mondscheinsonate gespielt. Die Folge wurde in Japan am 8. April 1996 erstmals gezeigt und im Jahr 2021 als zweiteiliges Special neu produziert. Im Musik-Anime BanG Dream! It’s MyGO!!!!! spielt ein Charakter in zwei Episoden die Mondscheinsonate. Zudem ist ein Teil des ersten Satzes zu Beginn des Liedes Crucifix X der fiktiven Band Ave Mujica zu hören.